# ولادیمیر هاگارا
ولادیمیر هاگارا (انگلیسی: Vladimír Hagara; ۷ نوامبر ۱۹۴۳ – ۲۴ مهٔ ۲۰۱۵) بازیکن فوتبال اهل اسلواکی بود.
از باشگاه‌هایی که در آن بازی کرده‌است می‌توان به باشگاه فوتبال اسپارتاک ترناوا و باشگاه فوتبال فاستاو زلین اشاره کرد.
وی همچنین در تیم ملی فوتبال چکسلواکی بازی کرده‌است.